# Independence Hall
Independence Hall – historyczny budynek położony w Filadelfii w Stanach Zjednoczonych. Znany jako miejsce, w którym podpisano Deklarację Niepodległości oraz Konstytucję Stanów Zjednoczonych. Tutaj także odbywały się posiedzenia Kongresu Kontynentalnego. W budynku znajdował się również Dzwon Wolności, chociaż współcześnie jest on eksponatem w muzeum znajdującym się po drugiej stronie ulicy.
W 1979 roku budowla została wpisana na listę światowego dziedzictwa UNESCO.